# گرومن جی‌اف داک
گرومن جی‌اف داک (به انگلیسی: Grumman JF Duck) یک هواپیمای ساختِ کارخانهٔ گرومن در کشور ایالات متحده آمریکا است. نخستین استفاده‌کنندهٔ این هواپیما نیروی دریایی ایالات متحده آمریکا بوده‌است. این هواپیما برای نخستین بار در ۲۴ آوریل ۱۹۳۳ میلادی مورد استفاده قرار گرفت.